# ترانزستور بصري
الترانزستور البصري (أو الترانزستور الضوئي)، والمعروف أيضًا باسم الصمام الضوئي، هو مفتاح ضوء، وهو جهاز يبدّل الإشارات الضوئية أو يضخمها. يغير الضوء الذي يجري في مدخل الترانزستور البصري من شدة الضوء المنبعث من مخرج الترانزستور بينما تُوفّر الطاقة الناتجة من مصدر بصري إضافي. نظرًا لأن شدة إشارة الدخل يمكن أن تكون أضعف من شدة المصدر، فإن الترانزستور البصري يضخّم الإشارة الضوئية. هذا الجهاز هو تناظري بصري للترانزستور الإلكتروني الذي يشكل أساس الأجهزة الإلكترونية الحديثة. توفر الترانزستورات الضوئية وسيلة للتحكم في الإضاءة باستخدام الضوء فقط ولديها تطبيقات في شبكات الحوسبة الضوئية وشبكات الاتصالات عبر الألياف البصرية. هذه التكنولوجيا لديها القدرة على تجاوز سرعة الالكترونيات، مع توفير المزيد من الطاقة.
ونظرًا لأن الفوتونات لا تتفاعل بشكل أساسي مع بعضها البعض، يجب أن يستخدم الترانزستور البصري وسيط تشغيل للوساطة في التفاعلات. ويحدث ذلك دون تحويل الإشارات البصرية إلى إشارات إلكترونية كخطوة وسيطة. اقتُرحت التطبيقات التي تستخدم مجموعة متنوعة من وسائل التشغيل وأُثبتت بشكل تجريبي. ومع ذلك، فإن قدرتها على المنافسة مع الإلكترونيات الحديثة محدودة في الوقت الحالي.

## مقارنة مع الإلكترونيات
أكثر البراهين شيوعًا للمنطق البصري هو أن فترات تبديل الترانزستور البصري يمكن أن تكون أسرع بكثير من الترانزستور الإلكتروني التقليدي. ويعود ذلك إلى حقيقة أن سرعة الضوء في وسط ضوئي تكون عادةً أسرع بكثير من سرعة اندفاع الإلكترونات في أشباه الموصلات.
يمكن ربط الترانزستورات الضوئية مباشرةً بكابلات الألياف الضوئية بينما تتطلب الإلكترونيات التوصيل عبر أجهزة المستشعرات الضوئية وثنائيات باعثة للضوء أو الليزر. من شأن التكامل الأكثر طبيعية لمعالجات الإشارة الضوئية مع الألياف الضوئية أن يقلل من التعقيد والتأخير في توجيه الإشارات وغيرها من معالجة الإشارات في شبكات الاتصالات البصرية.
لا يزال من المشكوك فيه ما إذا كانت المعالجة الضوئية يمكن أن تقلل من الطاقة اللازمة لتبديل الترانزستور الواحد لتكون أقل من تلك الخاصة بالترانزستورات الإلكترونية. وللمقارنة بشكل واقعي، تتطلب الترانزستورات بضع عشرات من الفوتونات لكل عملية. ولكن من الواضح أنه يمكن تحقيق ذلك في الترانزستورات أحادية الفوتون المقترحة لمعالجة المعلومات الكمومية.
وربما الميزة الأكثر أهمية التي يتمتع بها المنطق البصري مقارنةً بالمنطق الإلكتروني هي انخفاض استهلاك الطاقة. هذا يأتي من غياب السعة الكهربائية في الروابط بين البوابات المنطقية الفردية. في مجال الإلكترونيات، يجب شحن خط الإرسال إلى جهد الإشارة. إن السعة الكهربائية لخط الإرسال تتناسب مع طوله وتتجاوز سعة الترانزستورات في بوابة منطقية عندما يكون طولها مساويًا لطول بوابة واحدة. يعد شحن خطوط النقل أحد خسائر الطاقة الرئيسية في المنطق الإلكتروني. ويجري تجنب هذا الضياع في الاتصالات البصرية حيث لا يجب إرسال سوى طاقة كافية لتحويل الترانزستور البصري عند طرف الاستقبال إلى خطٍ واحد. لعبت هذه الحقيقة دورًا رئيسيًا في الاستفادة من الألياف الضوئية من أجل الاتصالات لمسافات بعيدة إلا أنها لم تُستغل بعد على مستوى المعالجات الدقيقة.
إلى جانب المزايا المحتملة للسرعة العالية، انخفاض استهلاك الطاقة والتوافق العالي مع أنظمة الاتصالات البصرية، يجب أن تستوفي الترانزستورات الضوئية مجموعة من المعايير قبل أن تتمكن من المنافسة مع الإلكترونيات. لم يستوفِ أي تصميم واحد بعد كل هذه المعايير بينما يفوق أداء السرعة واستهلاك الطاقة في الأجهزة الإلكترونية المتطورة.
وتشمل المعايير ما يلي:
- الانتشار - يجب أن يكون خرج الترانزستور بالشكل الصحيح ولديه طاقة كافية لتشغيل مدخلات ما لا يقل عن اثنين من الترانزستورات. هذا يعني أن أطوال موجات الدخل والخرج وأشكال الحزمة وأشكال النبض يجب أن تكون متوافقة.
- استعادة المستوى المنطقي - تحتاج الإشارة إلى «التنقية» بواسطة كل ترانزستور. يجب إزالة الضوضاء والتدهور في جودة الإشارة حتى لا تنتشر عبر النظام وتتراكم وبالتالي تنتج الأخطاء.
- المستوى المنطقي بصرف النظر عن الضياع - في الاتصالات الضوئية، تنخفض شدة الإشارة عبر المسافة بسبب امتصاص الضوء في كابل الألياف الضوئية. لذلك، لا يمكن أن يميز عتبة الشدة البسيطة بين إشارات التشغيل وإيقاف التشغيل للروابط البينية مطلقة الطول. يجب أن يقوم النظام بترميز الأصفار والواحدات في ترددات مختلفة، واستخدام الإشارة التفاضلية حيث تحمل النسبة أو الفرق بين قوتين مختلفتين، الإشارة المنطقية لتجنب الأخطاء.